# Station Bieruń Stary
Station Bieruń Stary was een spoorwegstation in de Poolse plaats Bieruń.